# Porto Ferreira
Porto Ferreira es un municipio brasileño del estado de São Paulo. Se localiza a una latitud 21º51'14" sur y a una longitud 47º28'45" oeste, al margen del río Moji-Guaçu, estando a una altitud de 549 metros. Su población estimada en 2006 era de 54.048 habitantes.
Posee un área de 243,906 km². 

## Historia
El valle donde hoy se encuentra Porto Ferreira solía estar habitado por los payaguaes. El asentamiento Porto Ferreira en el río Mojiguaçu fue fundado en la década de 1860, en el lugar de un barco. Fue nombrado Ferreira en honor al barquero João Inácio Ferreira. El asentamiento creció debido a su ubicación estratégica en el camino a los cafetales en la región de Ribeirão Preto. Porto Ferreira se estableció oficialmente el 9 de febrero de 1888, como parte del municipio Descalvado. Se separó de Descalvado y se adscribió a Pirassununga el 1 de octubre de 1892. Se convirtió en municipio independiente el 29 de julio de 1896.

## Geografía
El punto más alto del municipio es la Colina Alta, con 798 metros. El Municipio es plano, con pequeñas ondulaciones, ligeramente inclinado para las cuencas del Moji Guaçu y sus afluentes. Al norte es montañoso. 

### Hidrografía
- Río Mojiguaçu
- Río Bonito
- Río Santa Rosa
- Río Amaros
- Río de los Patos
- Río Corriente

### Demografía
Datos del Censo - 2006
Población total: 54.048
- Urbana: 52.568
- Rural: 1.869
- Hombres: 25.640
- Mujeres: 26.797
- electores: 40119

Densidad demográfica (hab./km²): 264,25
Mortalidad infantil hasta 1 año (por mil): 14,76
Área urbana 36.8 km²
Expectativa de vida (años): 77,82
Tasa de fertilidad (hijos por mujer): 1,95
Tasa de alfabetización: 92,34%
Índice de Desarrollo Humano (IDH-M): 0,892
- IDH-M Salario: 0,845
- IDH-M Longevidad: 0,880
- IDH-M Educación: 0,880

(Fuente: IPEAFecha)

## Religión
El Cristianismo está presente en la ciudad de la siguiente manera:

### Iglesia Católica
La iglesia católica del municipio forma parte de la Diócesis de Limeira.

### Iglesia Protestante
En la ciudad están presentes las más diversas creencias evangélicas, principalmente pentecostales, incluidas las Asambleas de Dios de Brasil (la iglesia evangélica más grande del país), Congregación Cristiana, entre otras. Estas denominaciones están creciendo cada vez más en todo Brasil.

## Galería

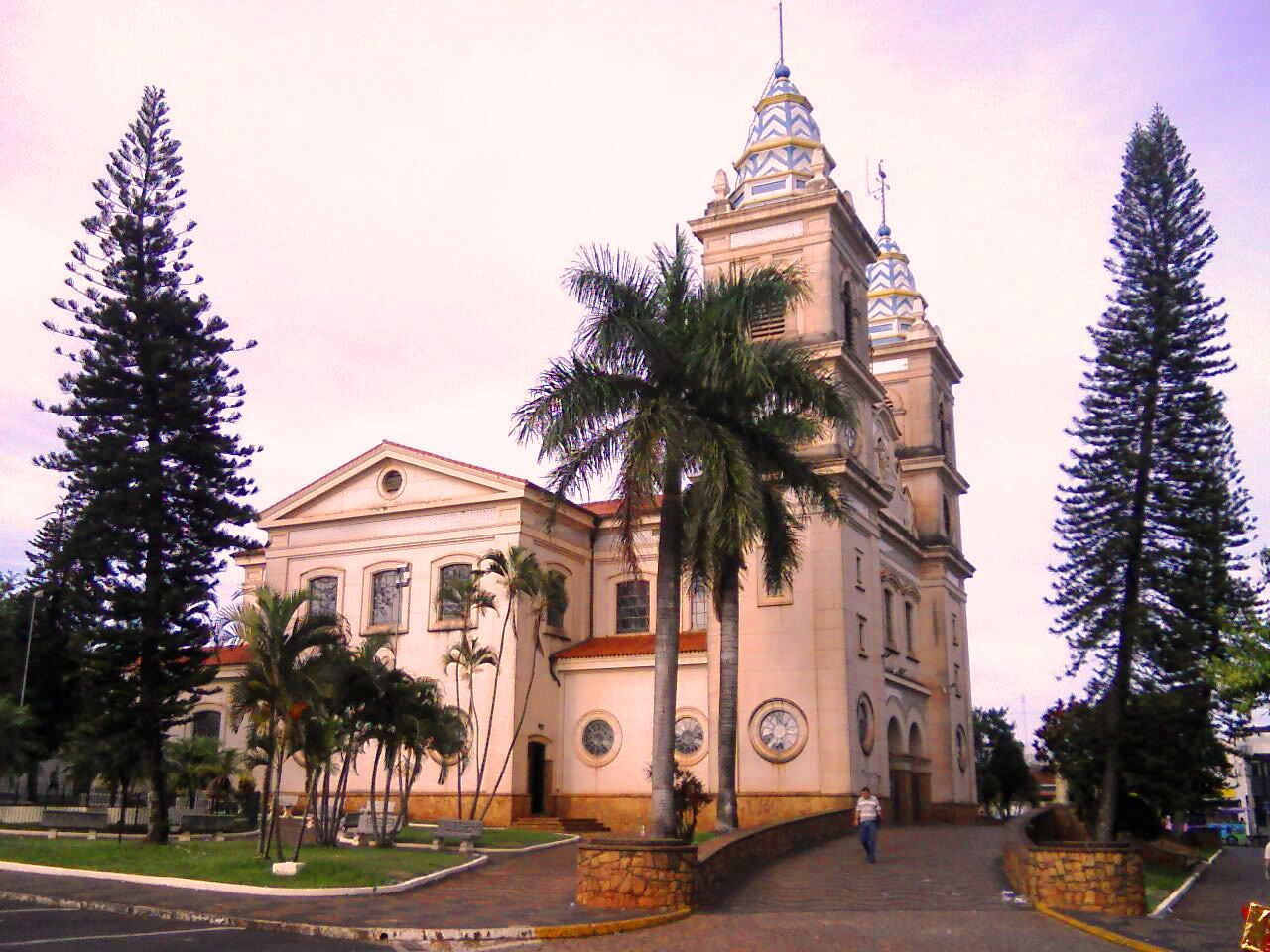
Principal Puerto de Ferreira - fachada lateral
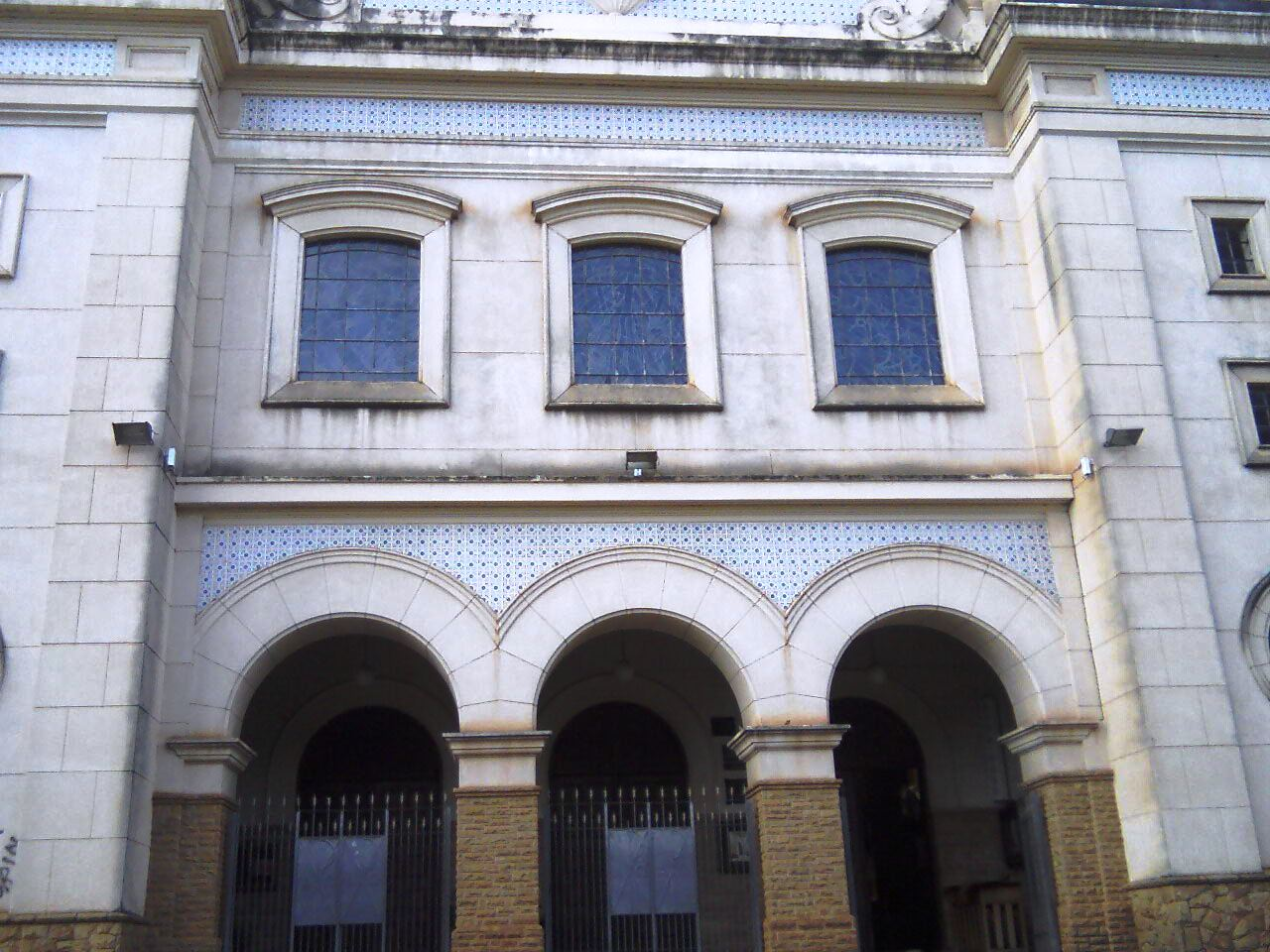
Fachada Principal del Puerto Ferreira
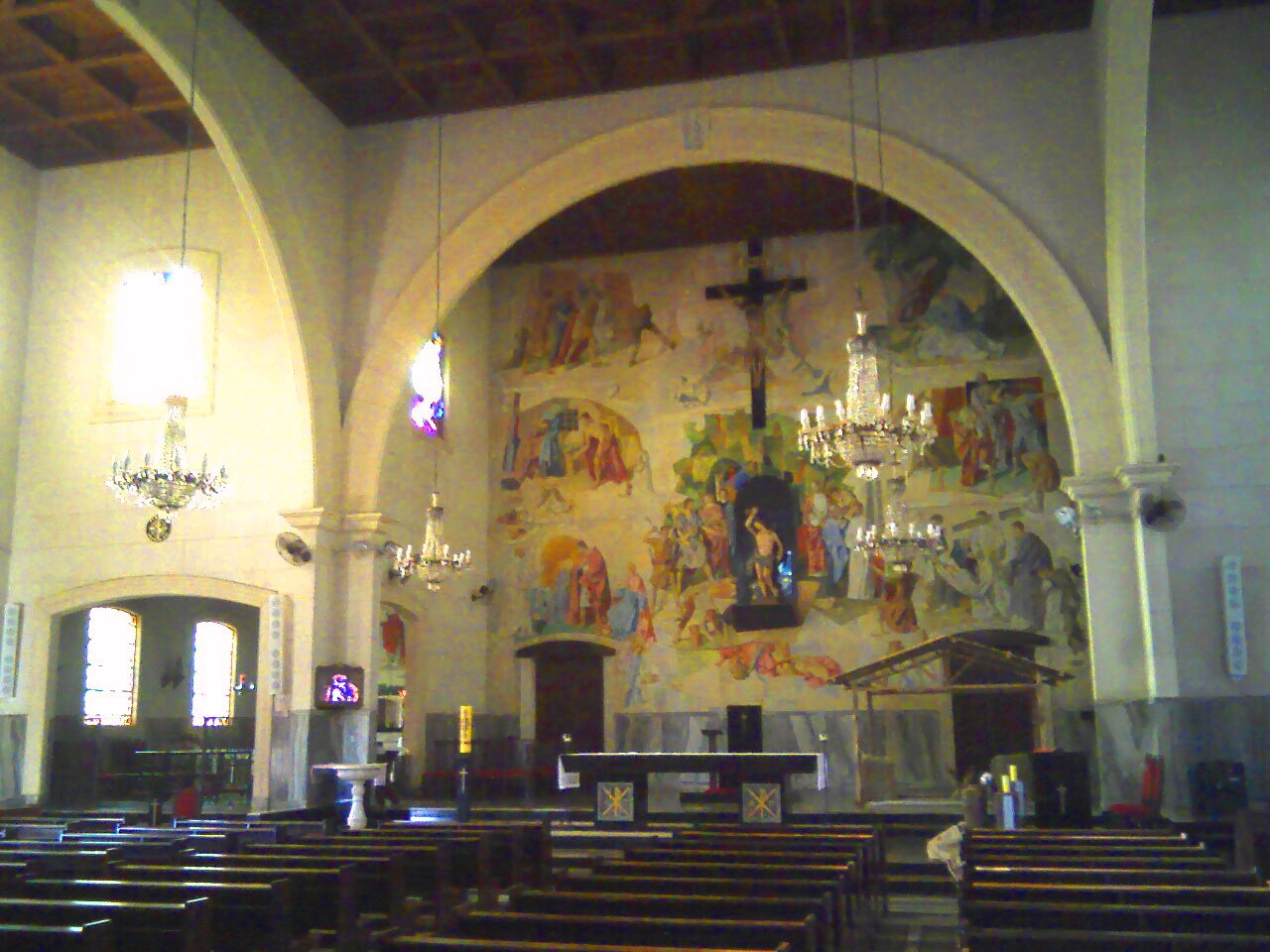
Interior de la Principal
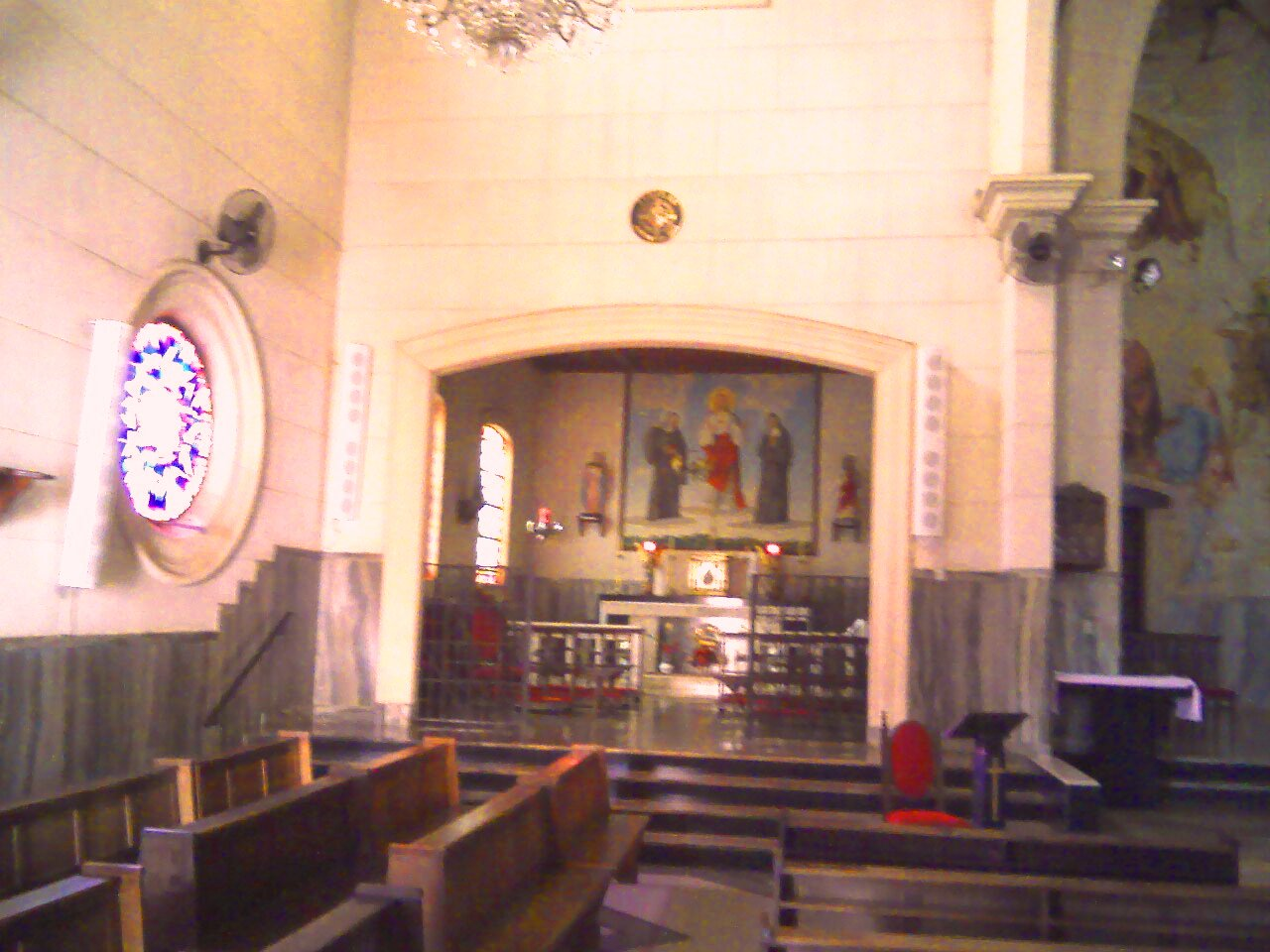
Interior de la Principal
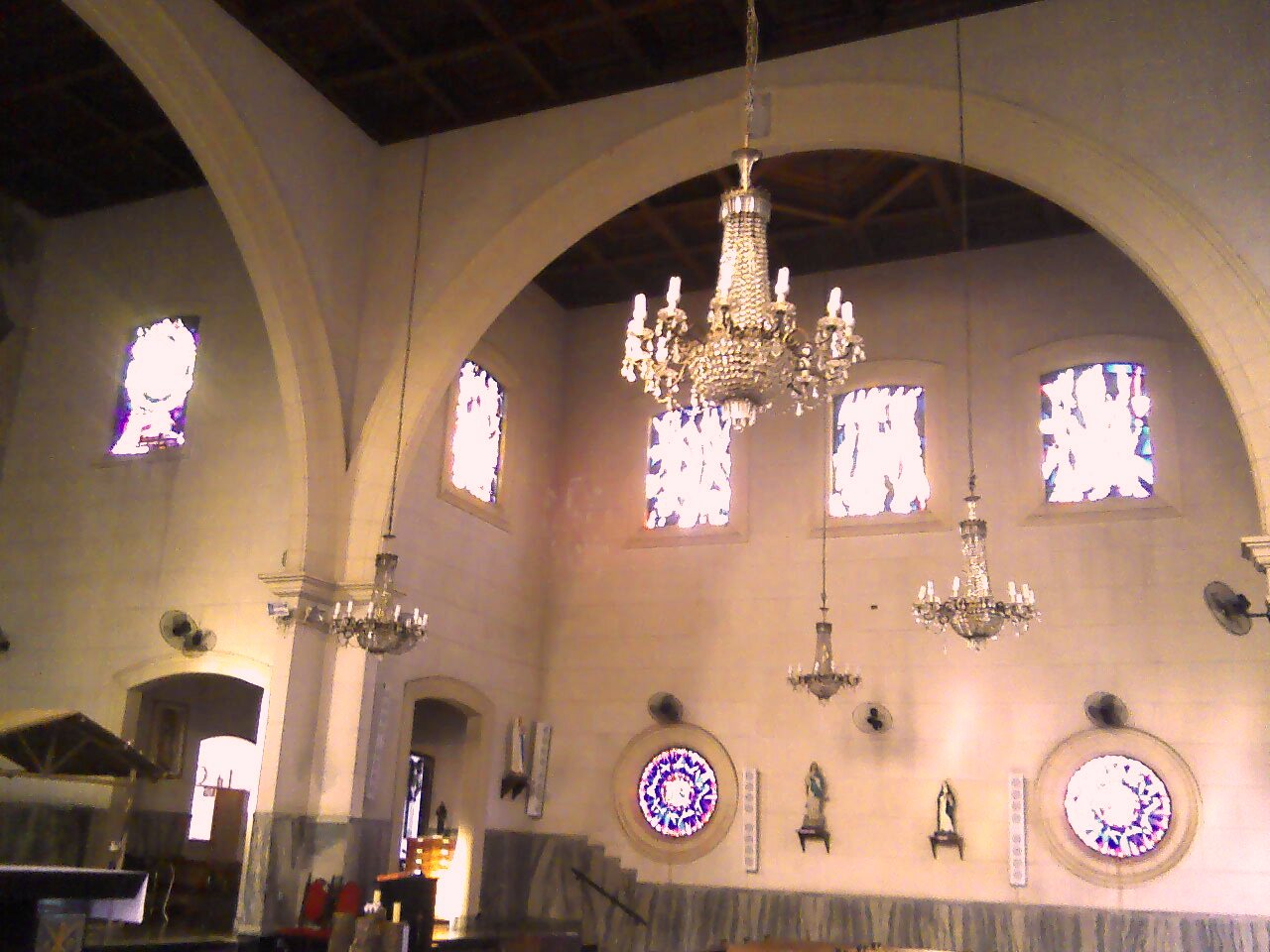
Interior de la Principal
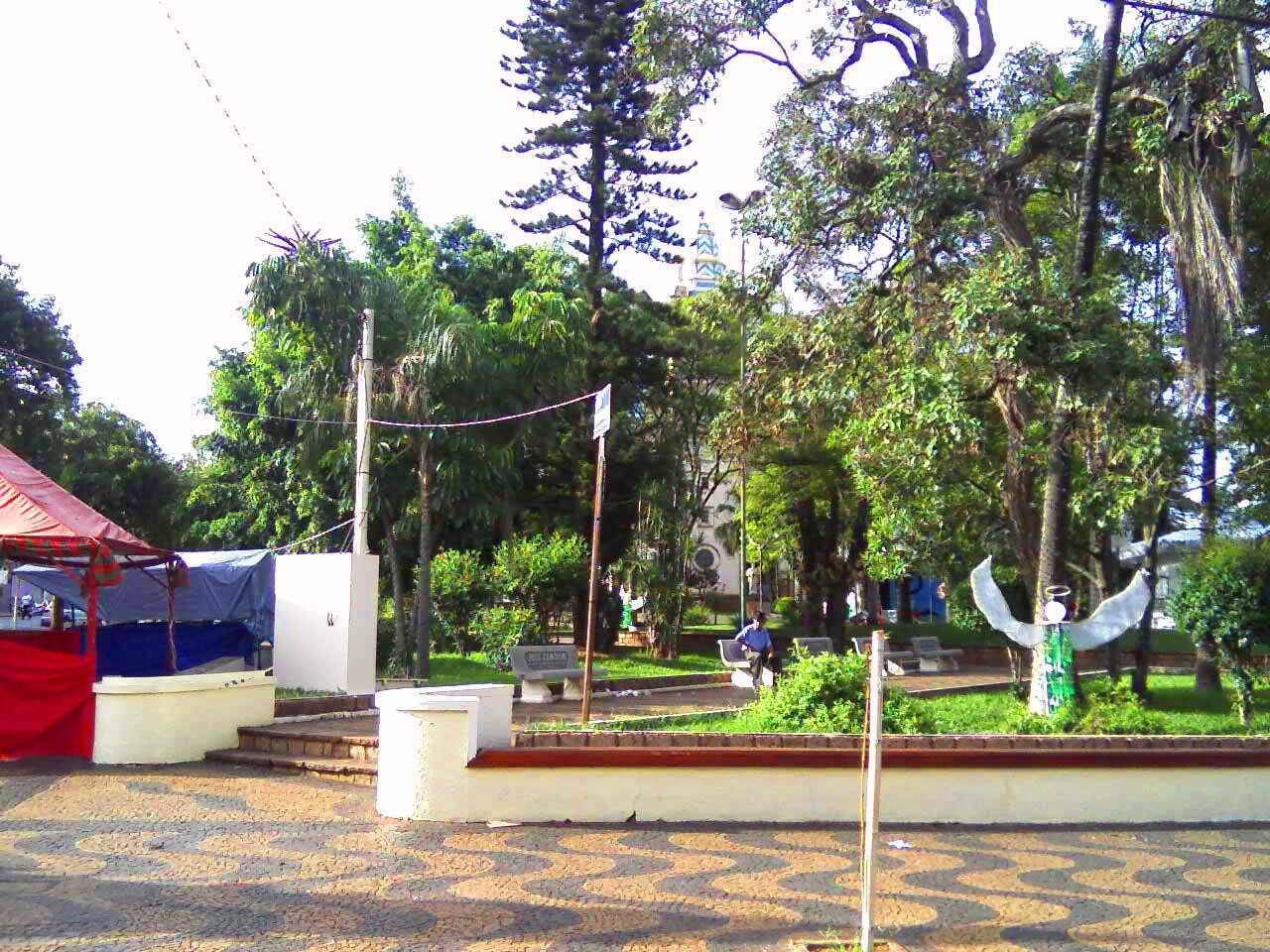
Plaza central de Puerto Ferreira